# Sant Julià de Vilatorta
Sant Julià de Vilatorta (em catalão e oficialmente) ou San Julián de Vilatorta (em castelhano) é um município da Espanha na comarca de Osona, província de Barcelona, comunidade autónoma da Catalunha. Tem 15,9 km² de área e em 2021 tinha 3 152 habitantes (densidade: 198,2 hab./km²).

## Demografia
| Variação demográfica do município entre 1991 e 2004 | Variação demográfica do município entre 1991 e 2004 | Variação demográfica do município entre 1991 e 2004 | Variação demográfica do município entre 1991 e 2004 |
| --------------------------------------------------- | --------------------------------------------------- | --------------------------------------------------- | --------------------------------------------------- |
| 1991                                                | 1996                                                | 2001                                                | 2004                                                |
| 1934                                                | 2063                                                | 2414                                                | 2622                                                |